# Alexei Arkadjewitsch Nassedkin
Alexei Arkadjewitsch Nassedkin (russisch Алексей Аркадьевич Наседкин; * 20. Dezember 1942 in Moskau; † 4. Dezember 2014 ebenda) war ein russischer Pianist, Komponist und Hochschullehrer.

## Leben
Nassedkin war 1949–1961 Schüler der Zentralen Musikschule für Kinder am Moskauer Konservatorium in der Klasse Anna Artobolewskajas. Sein erstes Konzert gab er mit neun Jahren. 1958 spielte er auf der Weltausstellung Brüssel und 1959 auf den VII. Weltjugendspielen in Wien. Darauf studierte er am Moskauer Konservatorium in der Heinrich-Neuhaus-Klasse und in Lew Naumows Spezialklavierklasse mit Abschluss 1966. Bis 1968 studierte er Komposition bei Sergei Balassanjan.
Ab 1966 lehrte Nassedkin am Moskauer Konservatorium in der Spezialklavierklasse bis zu seinem Tode. Etwa 20 seiner vielen Schülern gewannen allrussische und internationale Wettbewerbe, darunter Juri Bogdanow und Wladimir Owtschinnikow. Er gab Meisterkurse in Australien, Deutschland, in den USA, auf Taiwan, in Frankreich, in der Tschechoslowakei, in Jugoslawien und in Japan. 1996–1999 lehrte er an der Kunsthochschule Musashino in Kodaira.
Nassedkin war Mitglied der russischen Komponistenunion. Mit anderen gründete er 1999 die Artobolewskaja-Stiftung und war ihr erster Präsident. Er war Jurymitglied vieler Allunions- und allrussischer Klavierwettbewerbe und der internationalen Wettbewerbe in Tokio (1978, 1986), Mailand (1983), Bozen (1985), Montreal (1985), Moskau (1986), München (1992, 1996, 1999) und Dortmund (2003). Er gab Solokonzerte auf den bedeutendsten Bühnen der Welt und beteiligte sich an Festivals. Den Schwerpunkt seines breiten Repertoires bildeten Werke des 20. Jahrhunderts von Alban Berg, Igor Strawinsky, Paul Hindemith, Richard Strauss, Anatoli Alexandrow, Arno Babadschanjan, Meliton Balantschiwadse, Wladimir Owtschinnikow und Nikolai Rakow. Er begleitete Wiktor Pikaisen (Sonaten von Mozart, César Franck, Sergei Prokofjew) und Natalja Gutman. Er komponierte ab 1971 Sonaten, Kinderstücke und ein Präludium für Klavier sowie Sonaten für Oboe, Bratsche und Kontrabass.
Nassedkin war verheiratet mit Tatjana Lwowna (* 1942), Korrepetitorin am Moskauer Konservatorium.
In Jaroslawl findet alle drei Jahre der Nassedkin-Wettbewerb für junge Pianisten statt.

## Preise, Ehrungen
- Goldmedaille der Weltjugendspiele Wien 1959
- Gedenkmedaille der Dinu-Lipatti-Musikgesellschaft (Vereinigtes Königreich, 1960)
- 6. Preis des Tschaikowski-Wettbewerbs Moskau 1962
- 3. Preis des Leeds International Piano Competition 1966[1]
- 1. Preis des Wettbewerbs für Kammermusikensembles zusammen mit Natalja Gutman (München, 1967)
- 1. Preis des Wettbewerbs Musik des 20. Jahrhunderts mit eigenen Werken (Wien 1967)
- Ehrenzeichen der Sowjetunion (1971)
- Verdienter Künstler der RSFSR (1979)
- Volkskünstler der RSFSR (1991)
- Verdienstorden für das Vaterland IV. Klasse (2008)